# Reverse Transkription

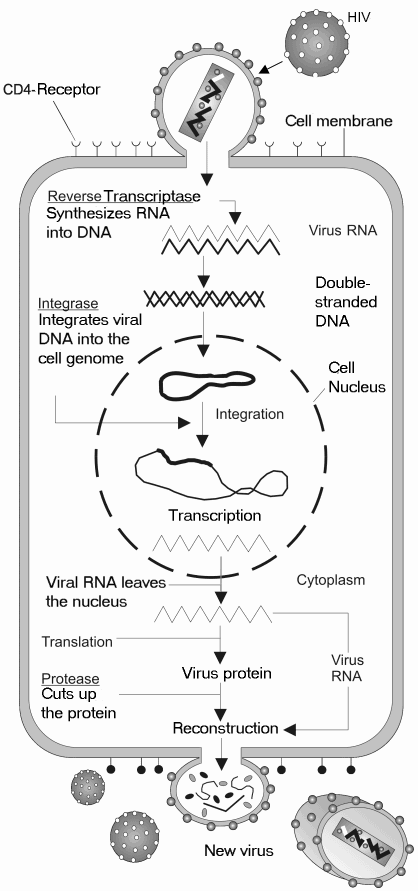
Vermehrung eines Retrovirus über RNA am Beispiel von HIV.

Als Reverse Transkription wird in der Genetik die Synthese von DNA anhand einer RNA als Vorlage bezeichnet. Bei diesem Vorgang werden die Nukleinbasen der RNA (A – U – G – C) in die Nukleinbasen der DNA (A – T – G – C) umgeschrieben. Anstelle des Uracil kommt Thymin und anstelle der Ribose kommt Desoxyribose in der DNA vor. Die Reverse Transkription geschieht durch das Enzym reverse Transkriptase. Der umgekehrte Fall der Erzeugung von RNA nach einer DNA-Vorlage ist die Transkription.

## Vorkommen
Die Reverse Transkription wird vor allem von Retroviren genutzt. Bei Retroviren besteht das Genom aus RNA, welches zunächst in die DNA umgeschrieben werden muss, bevor es transkribiert und translatiert werden kann. Außerdem wird die RNA genutzt, um ihre Erbinformation in eine Wirtszelle einzuschleusen. Dort wird die RNA umgeschrieben durch die Reverse Transkriptase und anschließend durch die Integrase ins Wirtsgenom eingebaut. Dort wird sie dann als Provirus bezeichnet.
In Eukaryoten wird die Reverse Transkription genutzt, um die Telomere zu verlängern. Die Reverse Transkriptase wird in diesem Fall als Telomerase bezeichnet und nutzt Telomerase-RNA als Matrize.
Im Genom kommen viele repetitive Abschnitte, wie zum Beispiel Transposons vor. Die Retrotransposons vermehren sich, indem sie zunächst transkribiert werden, anschließend wird über Reverse Transkription wieder DNA gewonnen, welche in die DNA eingefügt werden kann.

## Ablauf der Reversen Transkription

Der Mechanismus der Reversen Transkription.

Die Reverse Transkriptase schreibt mithilfe eines tRNA-Primers die einzelsträngige RNA zunächst in einen komplementären DNA-Strang um (Schritte 1–4; Aktivität als RNA-abhängige DNA-Polymerase). Danach wird die RNA  bis auf ein Fragment abgebaut, das als zweiter Primer dient (Schritt 5; Aktivität als Ribonuklease H). Anschließend entsteht die doppelsträngige DNA (Schritte 6–9; Aktivität als DNA-abhängige DNA-Polymerase).